# Phelsuma andamanense
Phelsuma andamanense este o specie de șopârle din genul Phelsuma, familia Gekkonidae, descrisă de Blyth 1861. A fost clasificată de IUCN ca specie cu risc scăzut. Conform Catalogue of Life specia Phelsuma andamanense nu are subspecii cunoscute.

## Galerie

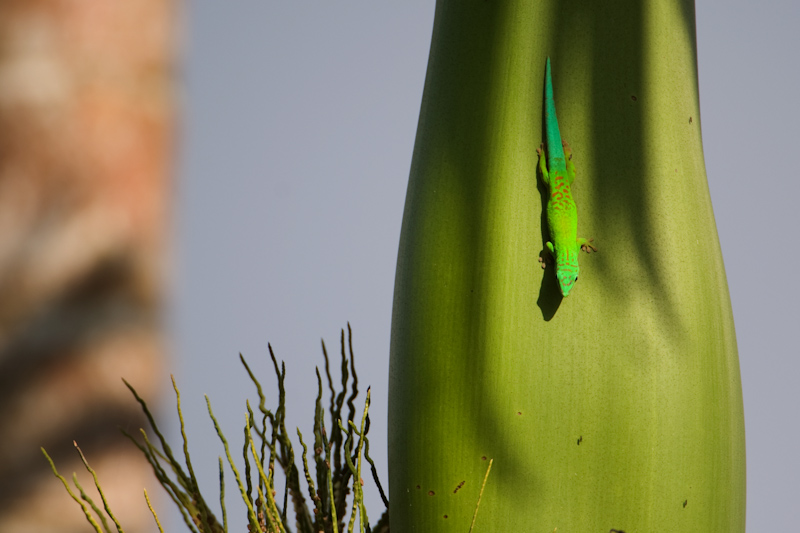